# سجيل
سجيل أو سجّيل هو اسم لعائلة من الصواريخ الباليستية متوسطة المدى ذات الوقود الصلب، طورتها إيران، وتُعدّ بديلاً لصواريخ شهاب التي تعمل بالوقود السائل. ووفقًا لمصادر البنتاغون، فإن خصائص صاروخ سجيل تُشبه إلى حد كبير خصائص صواريخ عاشوراء وقدر-110 وسامن.
من المرجّح أن تطوير صاروخ سجيل بدأ في أواخر التسعينيات، اعتمادًا على الخبرات المتراكمة من البرامج الصاروخية الإيرانية السابقة، ولا سيما سلسلة صواريخ زلزال القصيرة المدى.

## التصميم
وفقًا لمجموعة جينز للمعلومات، لم تُكشف تفاصيل تصميم الصاروخ باستثناء عدد مراحله وحقيقة أنه يعمل بالوقود الصلب. أشار عوزي روبين، المدير السابق لمنظمة الدفاع الصاروخي الباليستي في إسرائيل، إلى أن "على عكس الصواريخ الإيرانية الأخرى، لا يحمل سجيل أي تشابه مع تكنولوجيا الصواريخ الكورية الشمالية أو الروسية أو الصينية أو الباكستانية. إنه يُظهر قفزة كبيرة في قدرات إيران الصاروخية." وأضاف روبين أن سجيل-1 "يضع إيران ضمن نطاق الصواريخ متعددة المراحل، مما يعني أنهم في طريقهم لامتلاك قدرات صواريخ باليستية عابرة للقارات."
يستخدم الصاروخ وقودًا صلبًا مركبًا، وعلى عكس الصاروخ شهاب-3 متوسط المدى، الذي يُطلق عموديًا فقط، يمكن إطلاق سجيل بزوايا مختلفة.
كسلاح، يُمثل سجيل تحديًا أكبر لأعداء إيران المحتملين، إذ يمكن إطلاق الصواريخ العاملة بالوقود الصلب بسرعة أكبر بكثير من نظيراتها العاملة بالوقود السائل، ما يجعل من الصعب استهدافها قبل الإطلاق.
تدّعي إيران أنه إذا أُطلق الصاروخ من مدينة نطنز، فيمكنه الوصول إلى تل أبيب خلال أقل من سبع دقائق.
في 18 يونيو 2025، وخلال الحرب الإيرانية الإسرائيلية، زعمت قوات الحرس الثوري الإسلامي أنها أطلقت صاروخ سجيل نحو إسرائيل؛ بينما أفادت إسرائيل أن الصاروخ تم اعتراضه، مع تساقط شظايا تسببت بأضرار طفيفة في إحدى المركبات.

## الأنواع
- سجيل-1: صاروخ سجيل هو صاروخ باليستي أرض-أرض يعمل بالوقود الصلب ويتكوّن من مرحلتين، تصنعه إيران، ويُبلغ مداه تقريباً 2400 كيلومتر (1500 ميل) .[1] أجري اختبار إطلاق ناجح له في 13 نوفمبر 2008. وإذا تأكد مداه، فسيتيح له ذلك ضرب أهداف في إسرائيل وجنوب شرق أوروبا.[9]

- سجيل-2: وفقًا لموقع مشروع التهديد الصاروخي التابع لمركز الدراسات الإستراتيجية والدولية (CSIS)، من غير الواضح ما إذا كان سجيل-2 طرازًا مستقلًا بحد ذاته، أو مجرد تسمية إيرانية لاختبارات نُفذت عام 2009 على النسخة الأصلية من سجيل.[10]

- سجيل-3: بحسب المصدر ذاته، تفيد تقارير غير مؤكدة أن سجيل-3 قيد التطوير، وأنه سيتكوّن من ثلاث مراحل، بمدى أقصى يصل إلى 4000 كم، ووزن إطلاق يبلغ 38,000 كغ.[10]

صور لصاروخ سجيل-2
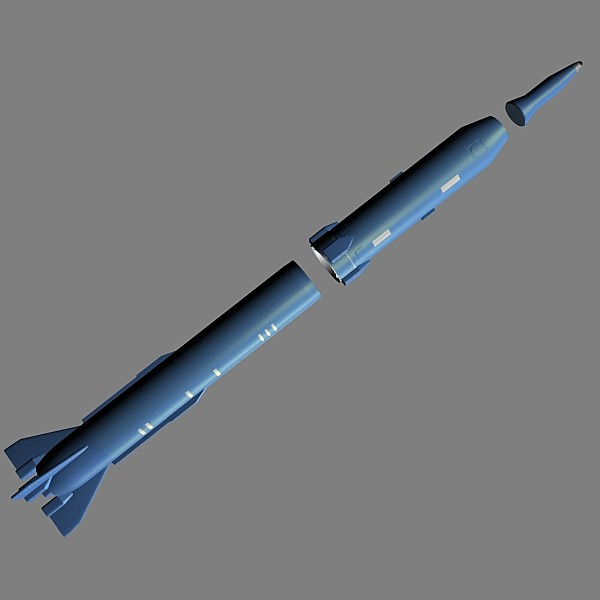
رسم تخيلي
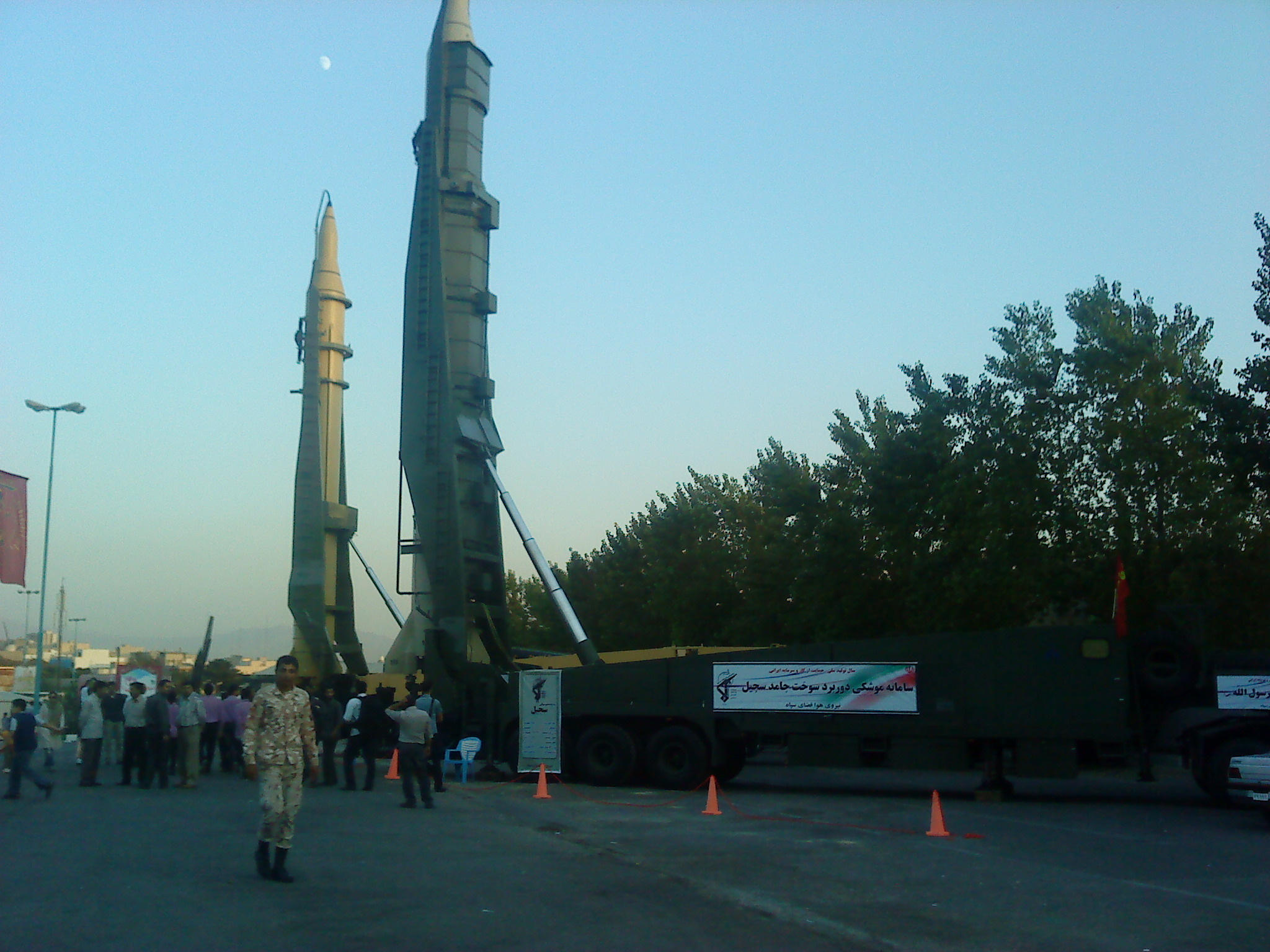
صاروخ سجيل (يمين) وقيام (يسار) في معرض بطهران عام 2012